# Xiangqi
Lo xiangqi (象棋T, 象棋S, xiàngqíP) è un antico gioco cinese, della famiglia degli scacchi ancora oggi praticato in Cina. Viene giocato nei locali e lungo le strade parrebbe sin dal IV secolo a.C. È anche chiamato Gioco degli scacchi cinese.

## Origini
Le sue origini non sono molto precise, esistono diverse ipotesi, ma ci sono tre ipotesi che sono le più utilizzate.
- Creato dall'imperatore Shennong Yan, ma dopo e stato perfezionato dal primo ministro Niu Sengru.
- Ipotesi fatta dallo studioso della dinastia Ming, il signor Caho Buzhi, secondo la sua ipotesi, l'imperatore Huang Di aveva utilizzato diversi animali per la guerra, tra questi l'elefante, che era il principale, per questo motivo lo Xiangqi è chiamato Il Gioco dell'elefante.
- Si crede che l'imperatore Yu Shun aveva un fratellastro di nome Xiangqi e da qui il nome del gioco.

## Scacchiera
La scacchiera dello xiangqi è composta da 10 file orizzontali e 9 colonne verticali. I pezzi vengono posizionati sulle intersezioni, come nel go; le intersezioni sono chiamate anche punti.
Al centro delle prime tre file, un quadrato di 9 punti, rappresenta il palazzo, l'area di movimento del re e dei due consiglieri.
La scacchiera è inoltre divisa a metà in orizzontale, da una fila senza case, chiamata fiume, che divide idealmente il territorio dei due giocatori.
Il valore dei pezzi in ordine decrescente è: re, torre, cannone, cavallo, consigliere, elefante, pedone.

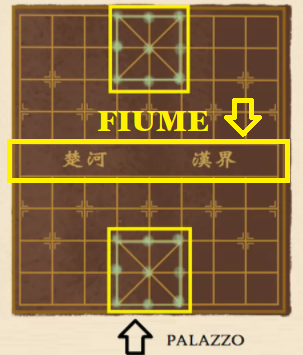

## Regole
Ogni pezzo, rispettando le proprie regole di movimento, è in grado di catturare qualsiasi pezzo avversario rimuovendolo dal gioco e prendendone la posizione. Scopo del gioco è quello di dare scacco matto al re avversario.

### Scacco e scacco matto
Quando il re è minacciato di cattura da parte di un pezzo avversario si dice che è sotto scacco e, alla mossa seguente, il giocatore che lo controlla è obbligato a rimuovere la condizione di scacco spostando il re oppure muovendo un altro pezzo per catturare la pedina che dà scacco o per interporsi tra questa e il re.
Quando ciò non è possibile è scacco matto e la partita termina con la sconfitta del giocatore il cui re risulta indifendibile e la vittoria del suo avversario.
Per dare scacco matto si devono quindi verificare tutte queste condizioni contemporaneamente:
- il re è sotto scacco (attaccato da uno dei pezzi avversari);
- tutte le intersezioni sulle quali l'imperatore potrebbe fuggire sono controllate dai pezzi avversari o occupate dai propri pezzi;
- il pezzo che dà scacco al re non può essere catturato da uno dei pezzi avversari;
- lo scacco al re non può essere bloccato interponendo un altro pezzo.

Alcune differenze rispetto agli scacchi occidentali:
- il giocatore cui spetta muovere e si trova in condizione di stallo, cioè non dispone di alcuna mossa legale, è dichiarato perdente.
- non è ammesso lo scacco perpetuo, né l'attacco reiterato a un'unità di valore inferiore.

## Pezzi

### Pezzi e loro nomi
A differenza di altri giochi della famiglia degli scacchi, dove i pezzi sono rappresentati con statuette, nello xiangqi i pezzi si presentano come pedine cilindriche che si differenziano a seconda di un carattere cinese; nella seguente immagine possiamo vedere i pezzi, i loro nomi in cinese e la traduzione in italiano.

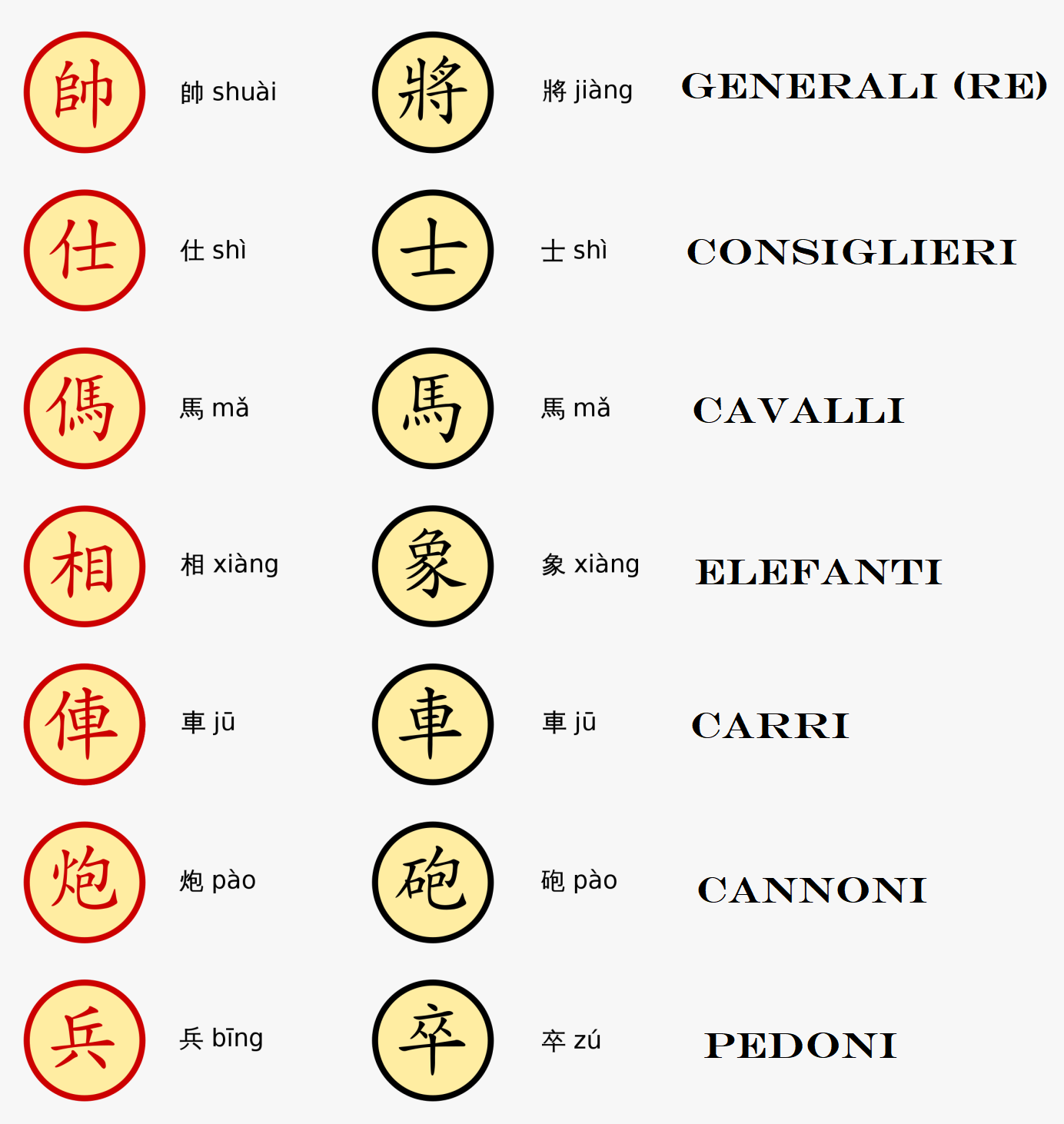

Nella seguente immagine possiamo vedere la posizione di partenza di ogni pezzo.

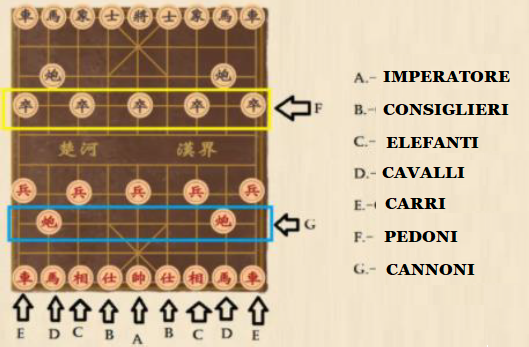

### Il movimento dei pezzi

#### Pedone (soldato)
Prima di attraversare il "fiume" possono solo avanzare di una intersezione per volta. Dopo aver attraversato il fiume possono avanzare oppure spostarsi di una intersezione a destra o a sinistra.
Non esiste promozione: il Pedone che arriva in ultima traversa rimane Pedone.

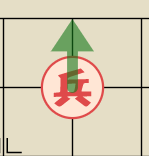

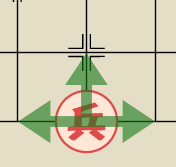

#### Cavallo
Similmente agli scacchi tradizionali questi pezzi si muovono a "L", quindi di una intersezione orizzontale o verticale combinata con una diagonale (nella stessa direzione). Però, a differenza degli scacchi, non ha la capacità di "saltare" ovvero il cavallo può essere bloccato se ci sono pezzi (rossi o neri) tra l'intersezione in cui sta e quella in cui si vorrebbe muovere.

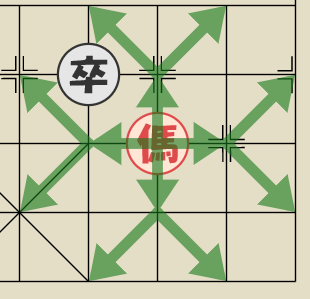

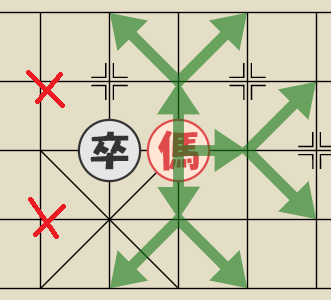

#### Elefante
Possono muoversi di due unità diagonali nella stessa direzione. Non possono attraversare il "fiume" quindi devono rimanere sempre nella propria metà della scacchiera.
L'elefante può essere bloccato se c'è un pezzo (rosso o nero) nella prima intersezione che incrocia.

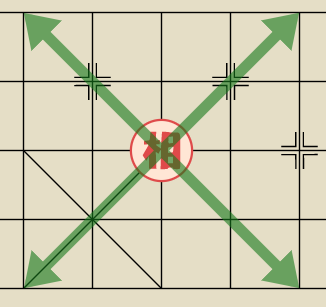

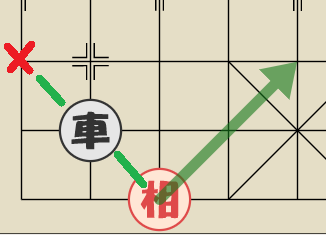

#### Carro
Si possono muovere verticalmente o orizzontalmente di un qualsiasi numero di intersezioni.

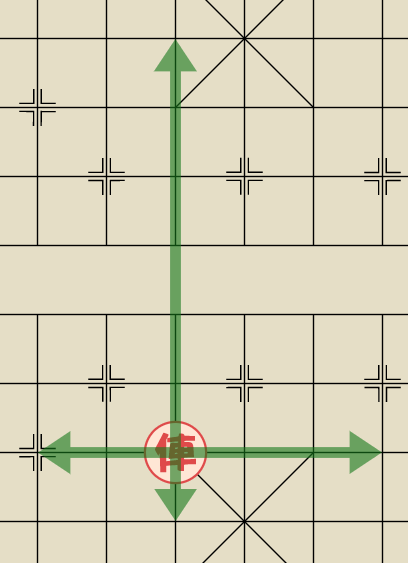

#### Cannone
Si possono muovere verticalmente o orizzontalmente di un qualsiasi numero di unità. È l'unico pezzo che cattura in maniera diversa da come muove: il cannone può catturare soltanto se c'è un altro pezzo (uno e uno solo, nero o rosso che sia) che si interpone nella traiettoria tra lui e il suo obiettivo.

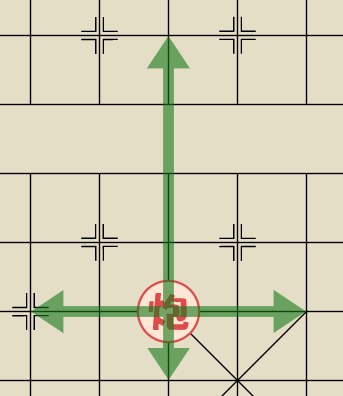

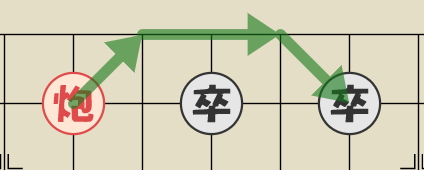

#### Consigliere (guardia, mandarino)
Si possono muovere limitatamente nello spazio del palazzo di una unità diagonale per volta.

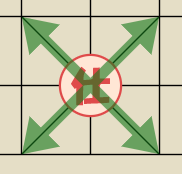

#### Re (imperatore, generale)
Può muoversi all'interno del palazzo di una intersezione per volta solo orizzontalmente o verticalmente. Esercita la sua influenza anche sul castello avversario: non è ammesso che i due re si trovino sulla stessa verticale se non c'è almeno un pezzo interposto tra di loro.

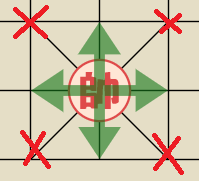

## Numero e valore
Nella seguente tabella sono riportati i pezzi utilizzati nello xiangqi, una loro possibile "occidentalizzazione" e il relativo valore.
| Pezzo                            | Notazione | Simbolo (tradizionale e occidentale) | Numero | Valore |
| -------------------------------- | --------- | ------------------------------------ | ------ | ------ |
| Pedone (soldato)                 | P         |                                      | 5      | 2      |
| Cannone                          | C         |                                      | 2      | 8,5    |
| Torre (carro)                    | R         |                                      | 2      | 9      |
| Cavallo                          | N         |                                      | 2      | 2,5    |
| Elefante                         | E         |                                      | 2      | 2      |
| Consigliere (guardia, mandarino) | A         |                                      | 2      | 1,5    |
| Re (imperatore, generale)        | K         |                                      | 1      | ∞      |